# Sisters (película)
Sisters —conocida en Hispanoamérica como Las siamesas diabólicas y en España como Hermanas— es una película de 1972 dirigida por el estadounidense Brian De Palma; es este su primer gran thriller, inspirado en Alfred Hitchcock, al que De Palma gusta referenciar en sus películas. Con el pasar de los años, se ha convertido en una película de culto.

## Argumento
Grace Collier, periodista (Jennifer Salt), es testigo desde su ventana del asesinato de un joven en el edificio de enfrente. Cuando llega junto con dos detectives al lugar de los hechos, el apartamento de una joven aspirante a actriz llamada Danielle (Margot Kidder), todo parece normal y el único indicio de que lo que Grace asegura haber visto es cierto es una mancha de sangre que pasa inadvertida a todos. 
La policía desiste, no creyendo a la joven reportera, quien pide ayuda a un detective privado (Charles Durning) para investigar por su cuenta, y así descubren que Danielle tenía una hermana siamesa, Dominique, algo perturbada, de la que fue separada un año antes. Descubren también que el cadáver del joven ha sido escondido en el interior del sofá plegable de la aspirante a actriz, que ahora pretende enviar a Quebec. El detective acuerda con Grace seguir al camión con el sofá mientras ella prosigue con su investigación sobre las hermanas y descubre que, al parecer, Dominique murió tras la operación que la separó de Danielle. 
La periodista sigue a Danielle y a su exmarido, Emil (William Finley), hasta un sanatorio mental. Allí la periodista se mete en problemas al intentar llamar por teléfono. El director de dicho sanatorio no es otro que el exmarido de Danielle, que convence a sus empleados de que Grace no es más que otra desequilibrada y le suministran un tranquilizante. Emil hipnotiza a Grace para que no pueda recordar el crimen ni dónde se esconde el cadáver. La periodista descubre, sin embargo, el secreto de Danielle: incapaz de soportar la culpa derivada de la muerte de su hermana, Dominique la revive en su mente cada vez que alguien le hace el amor. Danielle/Dominique termina con la vida de Emil. La policía se hace ahora cargo del caso; los mismos detectives que al principio no la creyeron acuden ahora a Grace en busca de información sobre el cadáver, sin embargo, ella es incapaz de recordar, debido a la hipnosis a la que fue sometida. Mientras tanto, el detective, en Canadá, continúa tras la pista del sofá.